# Tirà diademat ventregroc
El tirà diademat ventregroc (Silvicultrix diadema) és un ocell de la família dels tirànids (Tyrannidae).

## Hàbitat i distribució
Habita vessants brollades i bosc secundari de les muntanyes de Colòmbia, oest i nord de Veneçuela, nord de l'Equador i nord del Perú.